# M578
El M578 Light Recovery Vehicle, recuperador de vehículos ligero, es un vehículo blindado de recuperación de los Estados Unidos en servicio durante la Guerra Fría. El M578 utiliza el mismo chasis que el cañón autopropulsado M107 y que el obús autopropulsado M110. Proporciona mantenimiento y soporte a las unidades de infantería mecanizada y de artillería. Su misión principal es la de recoger del campo de batalla vehículos blindados ligeros usando su grúa.

## Historia
La cabina puede girar 360°, y tiene una capacidad de carga de hasta 13 600 kilogramos (29 983 lb) en el cabrestante. La grúa se encuentra apostada en el techo de la cabina. Otra grúa con cabrestante, de capacidad hasta 27 000 kilogramos (59 525 lb) de carga va montada en la parte delantera de la cabina. El acceso a la cabina se efectúa a través de una puerta dispuesta a cada lado del casco, y aparte hay dos compuertas en la parte posterior para la evacuación. El operador de la grúa y del aparejo tienen cúpulas de observación en el techo de la cabina.

## Usuarios
- Estados Unidos - Ejército de los Estados Unidos
- Austria - Fuerzas Terrestres de Austria
- Brasil - Ejército Brasileño
- Chile - Ejército de Chile: 3 (retirados)
- Dinamarca - Real Ejército Danés
- Egipto - Fuerzas Armadas de Egipto
- España - Ejército de Tierra de España: 12 (retirados)
- Grecia - Fuerzas Terrestres de Grecia
- Israel - Fuerzas de Defensa de Israel
- Jordania - Reales Fuerzas Terrestres de Jordania
- Líbano - Fuerzas Armadas del Líbano
- Marruecos - Ejército Real de Marruecos
- Reino Unido - Ejército Británico

### Listas relacionadas
- Anexo:Materiales históricos del Ejército de Tierra de España desde la posguerra